# USS Gunnel (SS-253)
USS Gunnel (SS-253) là một tàu ngầm lớp Gato từng phục vụ cùng Hải quân Hoa Kỳ trong Chiến tranh Thế giới thứ hai. Nó là chiếc tàu chiến duy nhất của Hải quân Hoa Kỳ được đặt cái tên này, theo tên một loài trong họ cá Pholidae. Nó đã phục vụ trong suốt Thế chiến II tại cả hai mặt trận Đại Tây Dương và Thái Bình Dương, thực hiện tổng cộng tám chuyến tuần tra, đánh chìm sáu tàu Nhật Bản với tổng tải trọng 24.624 tấn. Được cho ngừng hoạt động sau khi xung đột chấm dứt vào năm 1946, con tàu cuối cùng bị bán để tháo dỡ vào năm 1959. Gunnel được tặng thưởng năm Ngôi sao Chiến trận do thành tích phục vụ trong Thế Chiến II.

## Thiết kế và chế tạo
Lớp tàu ngầm Gato được thiết kế cho mục đích một tàu ngầm hạm đội nhằm có tốc độ trên mặt nước cao, tầm hoạt động xa và vũ khí mạnh để tháp tùng hạm đội chiến trận. Con tàu dài 311 ft 9 in (95,02 m) và có trọng lượng choán nước 1.525 tấn Anh (1.549 t) khi nổi và 2.424 tấn Anh (2.463 t) khi lặn. Chúng trang bị động cơ diesel dẫn động máy phát điện để cung cấp điện năng cho bốn động cơ điện, đạt được công suất 5.400 shp (4.000 kW) khi nổi và 2.740 shp (2.040 kW) khi lặn, cho phép đạt tốc độ tối đa 21 hải lý trên giờ (39 km/h) và 9 hải lý trên giờ (17 km/h) tương ứng. Tầm xa hoạt động là 11.000 hải lý (20.000 km) khi đi trên mặt nước ở tốc độ 10 hải lý trên giờ (19 km/h) và có thể hoạt động kéo dài đến 75 ngày và lặn được sâu tối đa 300 ft (90 m).
Lớp tàu ngầm Gato được trang bị mười ống phóng ngư lôi 21 in (530 mm), gồm sáu ống trước mũi và bốn ống phía phía đuôi tàu, chúng mang theo tối đa 24 quả ngư lôi. Vũ khí trên boong tàu gồm một hải pháo 3 inch/50 caliber, và thường được tăng cường một khẩu pháo phòng không Bofors 40 mm nòng đơn và một khẩu đội Oerlikon 20 mm nòng đôi, kèm theo súng máy .50 caliber và .30 caliber. Tiện nghi cho thủy thủ đoàn bao gồm điều hòa không khí, thực phẩm trữ lạnh, máy lọc nước, máy giặt và giường ngủ cho hầu hết mọi người, giúp họ chịu đựng cái nóng nhiệt đới tại Thái Bình Dương cùng những chuyến tuần tra kéo dài đến hai tháng rưỡi.
Gunnel được đặt lườn tại xưởng tàu của hãng Electric Boat Company ở Groton, Connecticut vào ngày 21 tháng 7, 1941. Nó được hạ thủy vào ngày 17 tháng 5, 1942, được đỡ đầu bởi bà Ben Morell, và được cho nhập biên chế cùng Hải quân Hoa Kỳ vào ngày 20 tháng 8, 1942 dưới quyền chỉ huy của Hạm trưởng, Thiếu tá Hải quân John S. McCain, Jr..

## Lịch sử hoạt động

### Mặt trận Đại Tây Dương

#### Chuyến tuần tra thứ nhất
Sau khi hoàn tất việc chạy thử máy huấn luyện tại các vùng biển ngoài khơi New London, Connecticut và Newport, Rhode Island, Gunnel thực hiện chuyến tuần tra đầu tiên tại vùng biển Châu Âu từ ngày 19 tháng 10 đến ngày 7 tháng 12, 1942. Nó nằm trong số sáu tàu ngầm được biệt phái cho Lực lượng Hải quân phía Tây dưới quyền Chuẩn đô đốc Henry Kent Hewitt để tham gia vào Chiến dịch Torch, cuộc đổ bộ của lực lượng Đồng Minh lên Bắc Phi. Chiếc tàu ngầm đã hoạt động trinh sát ngoài khơi Fedhala vào ngày 6 tháng 11, hai ngày trước cuộc đổ bộ, và đến ngày đổ bộ 8 tháng 11 đã sử dụng tín hiệu hồng ngoại dẫn đường cho hạm đội áp sát bãi đổ bộ. Quay trở về Rosneath, Scotland vào ngày 7 tháng 12, nó lên đường quay trở về Hoa Kỳ, nhưng lại gặp trục trặc động cơ diesel H.O.R. trên đường đi và phải hoàn tất 1.000 hải lý (1.900 km) cuối cùng của hành trình bằng động cơ phụ. Nó được đại tu tại Xưởng hải quân Portsmouth ở Kittery, Maine.

### Mặt trận Thái Bình Dương

#### Chuyến tuần tra thứ hai
Chuẩn bị để được điều động sang khu vực Mặt trận Thái Bình Dương, Gunnel khởi hành từ vùng bờ Đông, băng qua kênh đào Panama và đi đến Trân Châu Cảng. Trong chuyến tuần tra thứ hai từ ngày 28 tháng 5 đến ngày 3 tháng 7, nó hoạt động tại khu vực phía Tây đảo Kyūshū, trong biển Hoa Đông. Nó đánh chìm chiếc tàu chở hàng Kayo Maru (6.300 tấn) vào ngày 15 tháng 6, rồi chỉ bốn ngày sau đó đã tiếp tục đánh chìm chiếc Tokiwa Maru (7.000 tấn).

#### Chuyến tuần tra thứ ba và thứ tư
Sau khi được đại tu tại Xưởng hải quân Mare Island tại Mare Island, California, Gunnel thực hiện chuyến tuần tra thứ ba từ ngày 17 tháng 11, 1943 đến ngày 7 tháng 1, 1944. Tại vùng biển ngoài khơi đảo Honshū, nó đã đánh chìm chiếc tàu buôn Hiyoshi Maru (4.046 tấn) vào ngày 4 tháng 12, rồi kết thúc chuyến đi tại đảo Midway. Chiếc tàu ngầm tiếp tục chuyến tuần tra thứ tư từ ngày 5 tháng 2 đến ngày 6 tháng 4 tại các vùng biển Đông, Sulu và Celebes, nhưng không đánh chìm mục tiêu nào. Nó quay về căn cứ tại Fremantle, Australia để tái trang bị.

#### Chuyến tuần tra thứ năm và thứ sáu
Trong các chuyến tuần tra tiếp theo từ ngày 3 tháng 5 đến ngày 4 tháng 7, và từ ngày 29 tháng 7đến ngày 22 tháng 9, Gunnel hoạt động tại các lối tiếp cận phía Nam của eo biển Sunda và tại khu vực biển Sulu-Manila nhưng vẫn không tìm thấy mục tiêu phù hợp.

#### Chuyến tuần tra thứ bảy
Trong chuyến tuần tra thứ bảy từ ngày 21 tháng 10 đến ngày 28 tháng 12 tại các khu vực biển Đông và biển Sulu, Gunnel đã lần lượt đánh chìm tàu phóng lôi Sagi (600 tấn) trong khoảng từ ngày 4 đến ngày 8 tháng 11; tàu buôn Shunten Maru (5.600 tấn); và tàu phóng lôi Hiyodori (600 tấn) trong khoảng từ ngày 10 đến ngày 17 tháng 11. Cùng trong chuyến tuần tra này, tại Palawan vào các ngày 1 và 2 tháng 12, chiếc tàu ngầm đã giúp di tản 11 phi công Hải quân vốn được quân du kích Philippines cứu sống và cưu mang trong khoảng hai tháng.

#### Chuyến tuần tra thứ tám
Gunnel tiến hành chuyến tuần tra thứ tám, cũng là chuyến cuối cùng, từ ngày 13 tháng 6 đến ngày 24 tháng 7 tại khu vực eo biển Bungo. Nó đã tấn công một tàu ngầm đối phương không được hộ tống vào ngày 9 tháng 7, nhưng khoảng cách xa và tốc độ di chuyển nhanh của đối phương đã khiến các quả ngư lôi không trúng đích. Sau đó con tàu chuyển sang hoạt động tìm kiếm và giải cứu phục vụ cho các chiến dịch ném bom chiến lược của máy bay ném bom B-29 Superfortress xuống các đảo chính quốc Nhật Bản.
Kết thúc chuyến tuần tra, Gunnel đang được tái trang bị tại Trân Châu Cảng khi Nhật Bản chấp nhận đầu hàng vào ngày 15 tháng 8, giúp chấm dứt vĩnh viễn cuộc xung đột. Nó được lệnh quay trở về vùng bờ Đông Hoa Kỳ, đi đến New London, Connecticut, nơi con tàu được cho xuất biên chế vào ngày 18 tháng 5, 1946, và được đưa về Hạm đội Dự bị Đại Tây Dương. Tên nó được cho rút khỏi danh sách Đăng bạ Hải quân vào ngày 1 tháng 9, 1958, và con tàu bị bán cho hãng Luria Brothers tại Philadelphia, Pennsylvania để tháo dỡ vào tháng 8, 1959.

## Phần thưởng
Gunnel được tặng thưởng năm Ngôi sao Chiến trận do thành tích phục vụ trong Thế Chiến II. Nó được ghi công đã đánh chìm sáu tàu Nhật Bản với tổng tải trọng 24.624 tấn.
|             |                                                       |  |
| Bronze star | Bronze star · Bronze star · Bronze star · Bronze star |  |

| Dãi băng Hoạt động Tác chiến                                                 | Dãi băng Hoạt động Tác chiến                                            | Huân chương Chiến dịch Hoa Kỳ                                           | Huân chương Chiến dịch Hoa Kỳ        |
| Huân chương Chiến dịch Châu Âu-Châu Phi-Trung Đông với 1 Ngôi sao Chiến trận | Huân chương Chiến dịch Châu Á-Thái Bình Dương với 4 Ngôi sao Chiến trận | Huân chương Chiến dịch Châu Á-Thái Bình Dương với 4 Ngôi sao Chiến trận | Huân chương Chiến thắng Thế Chiến II |